# Google Suggest

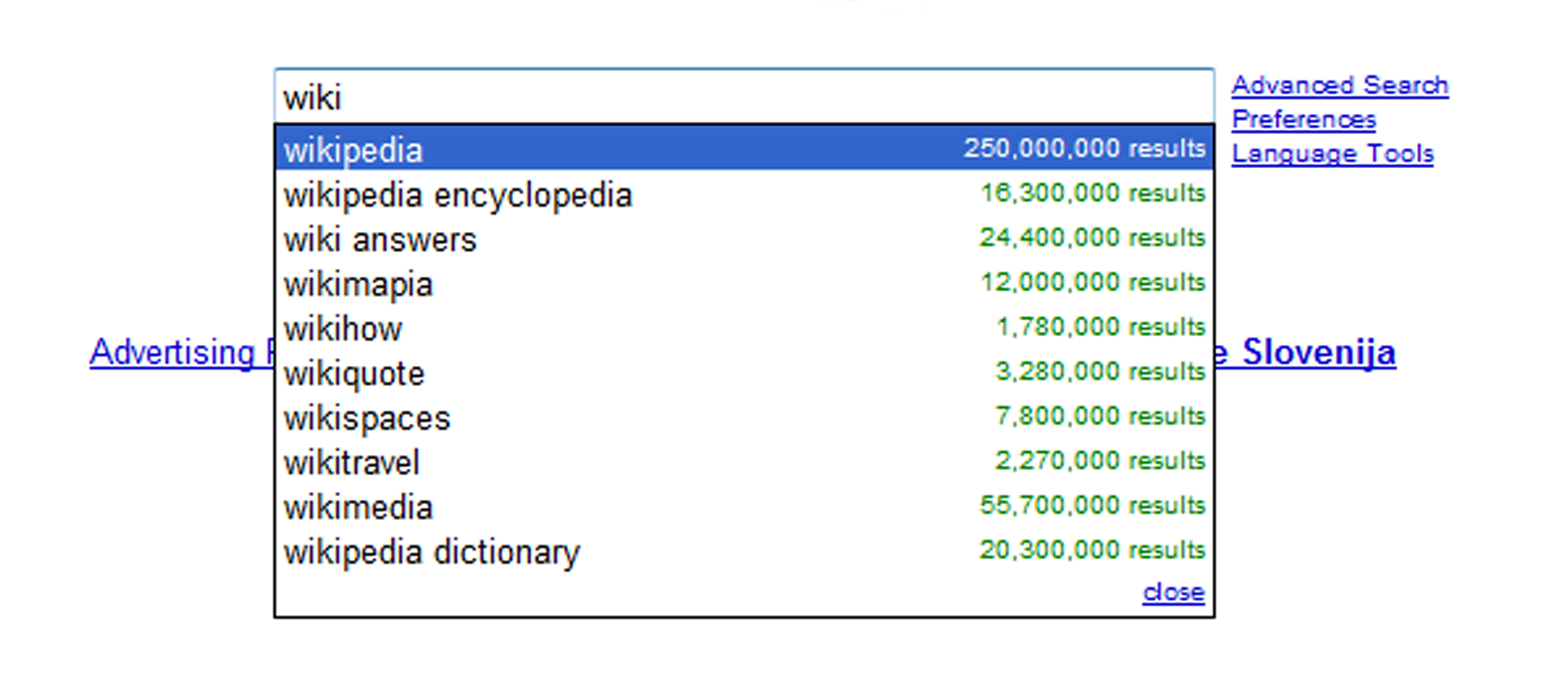
Google suggest

Google Suggest (англ. suggest — предлагать) — технология автозаполнения строки поискового запроса на основе общей статистики самых популярных запросов, реализованная в поисковом сервисе Google корпорации Google. Таким образом, запрос пользователя «предсказывается» после ввода уже нескольких символов, и в выпадающем списке предлагается выбор готовых слов и словосочетаний. В основе сервиса лежит технология AJAX. Технология была представлена в 2004 году.